# Il gioco della paura
Il gioco della paura (Legacy of Fear) è un film per la televisione del 2006 diretto da Terry Don.

## Trama
1977: un detective sta indagando su un serial killer, il quale uccide in maniera brutale la moglie del detective che poi si suiciderà. arrivati al 2007: Jeanne figlia del detective e sua moglie, anche lei diventa detective come il padre; ma appena promossa un maniaco comincia a colpire nello stesso modo del serial killer che uccideva nel 1977.